# Elis
Elis (klassisk grekiska Ἦλις, nygrekiska Ήλιδα, Ilida, på eleiska Ϝάλις, Valis, besläktat med latinets vallis, "dal") är namnet på både en antik stad och ett kustlandskap i den nutida regiondelen (perifereiakí enótita) Nomós Ileías, fram till 2010 en prefektur, på Peloponnesos i Grekland. Trots att landskapet ligger på Peloponnesos tillhör området regionen Västra Grekland.
Landskapet gränsar i norr till Achaia, i öster till Arkadien och i söder till Messenien.

## Geografi
Landet är naturligt indelat i skilda områden, av vilka det i norr belägna Eliska dallandet (Koile Elis) till större delen utgörs av vidsträckta och bördiga slätter. Där låg, vid floden Peneios, även staden Elis, som sedan den år 471 f.Kr. vunnit en ansenlig utvidgning genom sammanflyttning av inbyggarna i kringliggande orter betraktades som hela landets huvudstad. Landets mellersta del, Pisatis, så kallat efter den urgamla, men redan år 572 f.Kr. förstörda staden Pisa, genomströmmas av floden Alfeios och bildar i öster ett skogbevuxet terrassland, i väster ett lågland och en bördig slättmark. I söder vidtar det berguppfyllda Trifylia.

## Historia

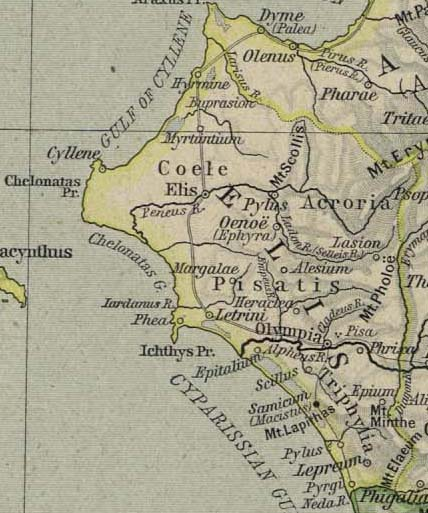
Karta över det antika Elis

Landskapet Elis har varit bebott sedan paleolitikum men är mest känt från antiken och den grekiska mytologin. Som urinvånare omnämns kaukoner, epeier och minyer m.fl., men i samband med den doriska vandringen inträngde aitoler, som underlade sig åtminstone den norra och fruktbarare delen, där de sedermera utgjorde den härskande befolkningen. Under antiken var Elis mycket tätbefolkat men saknade större stadsbildningar. Landets invånare, elierna, uppnådde aldrig någon högre kulturgrad, och var av antikens andra folk illa beryktade för oredlighet och rå sinnlighet. Elis ägde inte någon större politisk vikt, men hade dock stor betydelse för hela Greklands nationella liv genom den i Pisatis belägna, åt Zeus helgade tempelorten Olympia, som gav en viss religiös helgd och okränkbarhet åt hela landet. I Olympia hölls även antikens olympiska spel.
Elis deltog inte i krigen mellan Persien och Grekland men anslöt sig på den atenska sidan i deras krig mot Sparta. Under romarna blev Elis en del av provinsen Macedonia.